# Federação Japonesa de Patinação
Fundada em 1929, a Federação Japonesa de Patinação (em japonês:  日本スケート連盟) é responsável pelos esportes de patinação artística, patinação de velocidade e patinação de velocidade em pista curta no Japão. Seu atual presidente, desde 2019, é Akihisa Nagashima, que também é um parlamentar na Câmara dos Representantes do Japão.
A federação organiza os campeonatos nacionais de patinação artística, que são usados como critério de seleção para os eventos internacionais, como os Campeonatos Mundiais e os Jogos Olímpicos. A federação também apoia os atletas japoneses que competem nessas competições.